# NGC 6625
NGC 6625 este o galaxie situată în constelația Scutul. A fost descoperită în 31 iulie 1826 de către John Herschel.